# Savisaari (ö i Finland, Södra Karelen, Imatra, lat 61,36, long 28,49)
Savisaari är en halvö i Finland. Den ligger i sjön Saimen och i kommunen Ruokolax i den ekonomiska regionen  Imatra ekonomiska region  och landskapet Södra Karelen, i den södra delen av landet, 230 km nordost om huvudstaden Helsingfors.